# یواس‌اس هانلی (ای‌اس-۳۱)
یواس‌اس هانلی (ای‌اس-۳۱) (به انگلیسی: USS Hunley (AS-31)) یک زیردریایی بود که طول آن ۵۹۹ فوت (۱۸۳ متر) بود. این زیردریایی در سال ۱۹۶۱ ساخته شد.